# David Martínez (calciatore 1983)
David Milton Martínez Delgadillo (Estelí, 10 agosto 1983) è un ex calciatore nicaraguense, di ruolo centrocampista o attaccante.

## Caratteristiche tecniche
Può giocare come trequartista o come seconda punta.

## Carriera

### Club
Ha giocato fino al 2013 nella squadra della sua città natale, il Real Estelí.

### Nazionale
Ha debuttato in Nazionale nel 2004. Ha partecipato, con la Nazionale, alla Gold Cup 2009. Ha collezionato in totale, con la maglia della Nazionale, 8 presenze.